# Giardino verticale

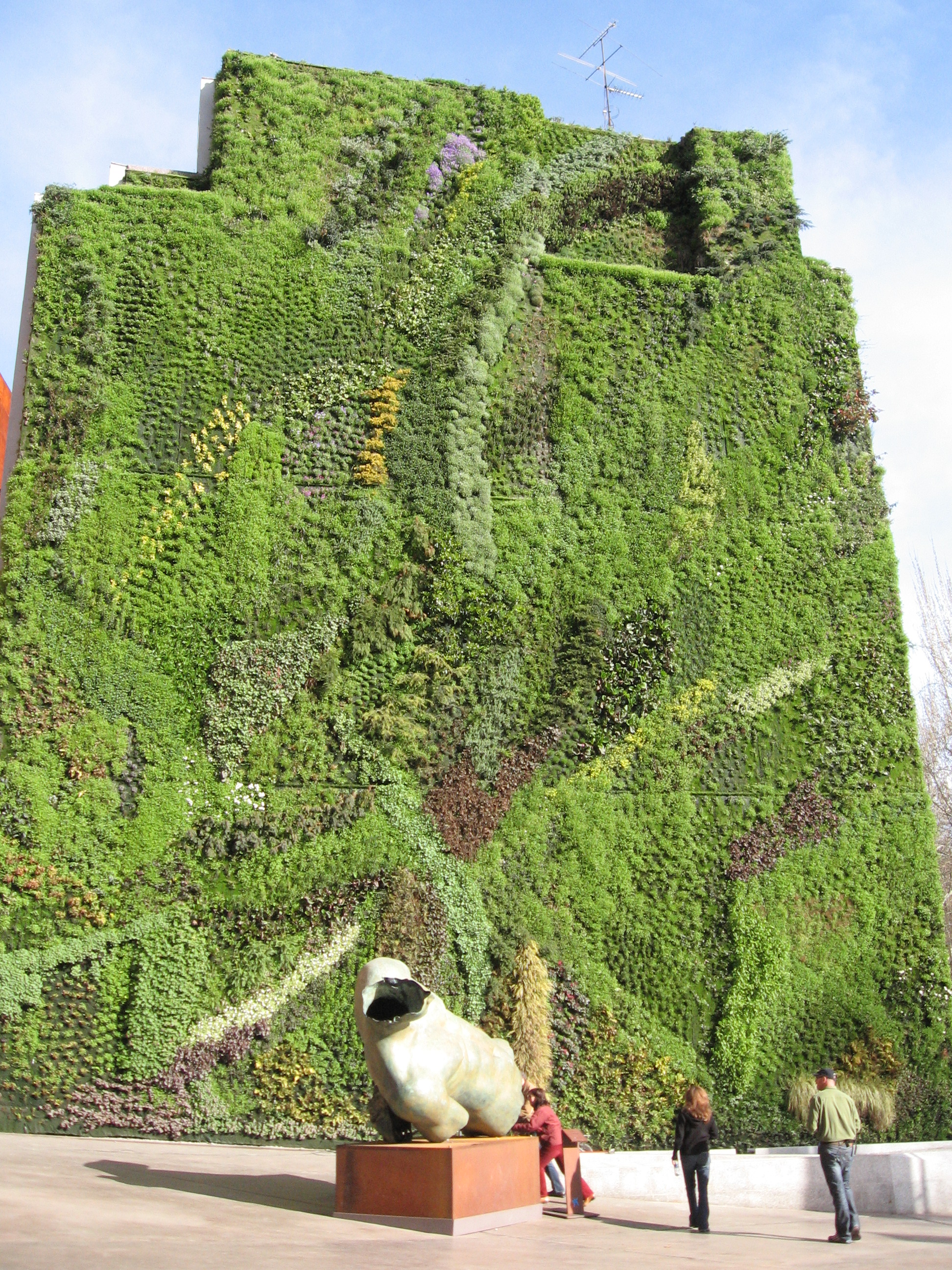
Giardino verticale, centro CaixaForum, Madrid

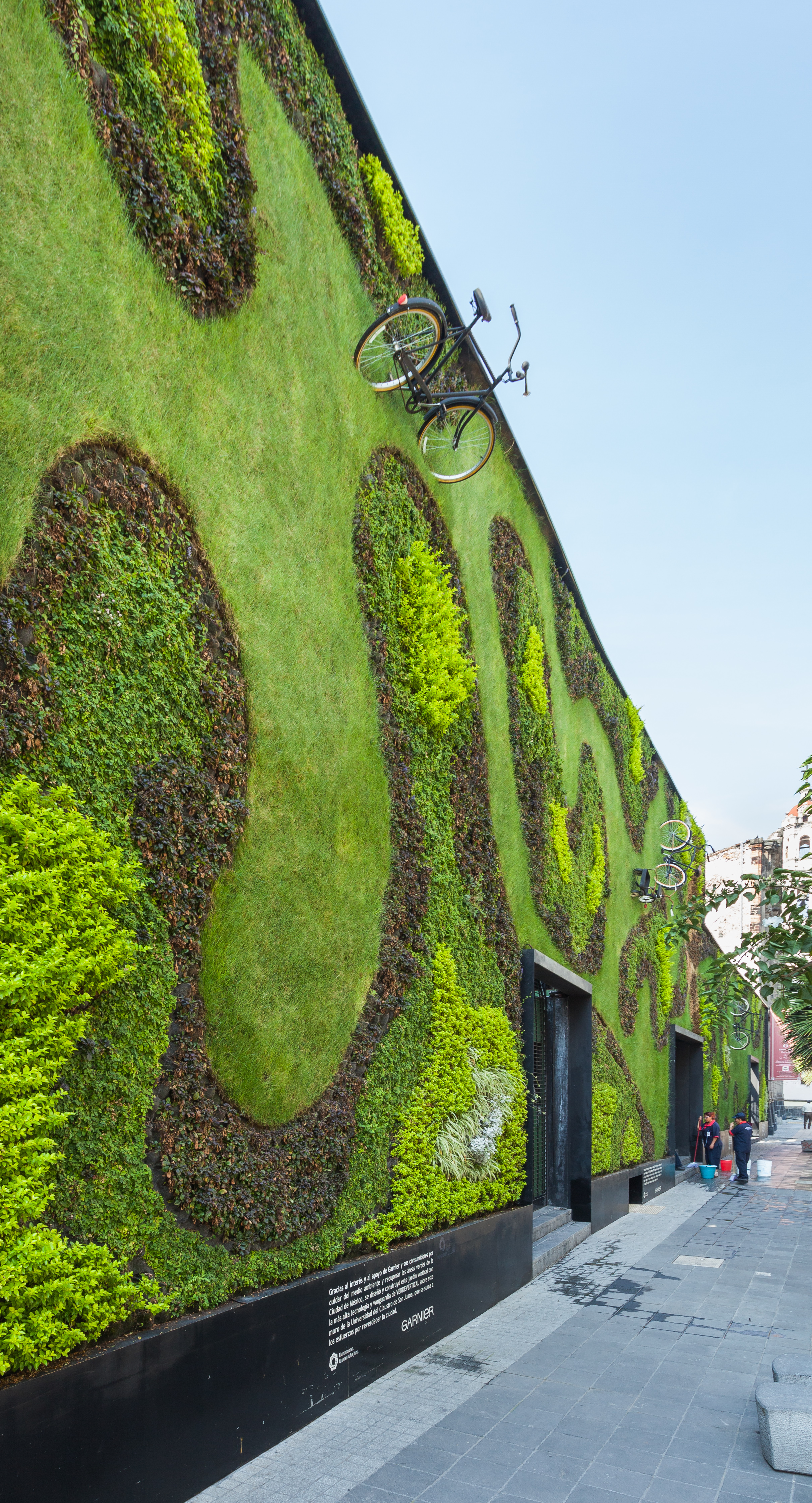
Giardino verticale, Città del Messico

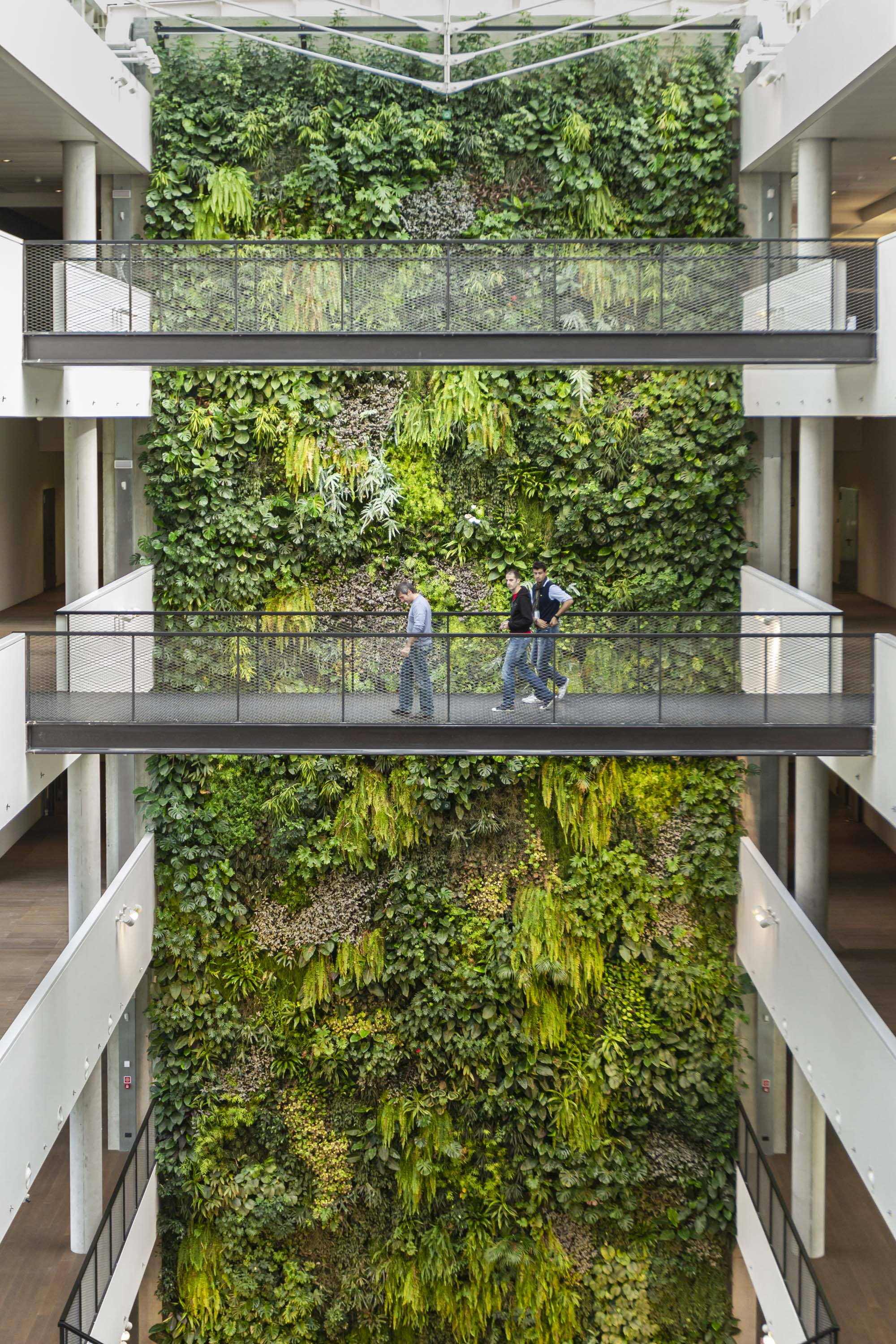
Il giardino verticale realizzato da Sundar Italia presso il Diesel Village a Breganze, Vicenza

Si definisce  giardino verticale una parete coltivata con piante specifiche. Queste sono fatte radicare in compartimenti tra due strati di materiale fibroso ancorato alla parete. Per garantire l'approvvigionamento idrico è previsto un impianto apposito posto tra gli strati.
Le pareti verdi sono una forma di agricoltura o paesaggio urbano. Spesso concepite come un'opera d'arte per la loro bellezza.
Sono spesso realizzate in città, in particolare sulle superfici verticali degli edifici. Possono essere anche di grandi dimensioni, come ad esempio quella del CaixaForum di Madrid, progettata dal botanico Patrick Blanc, alte 24 metri e con un'ampiezza di 460 m².
Oltre ad essere elemento distintivo dell'architettura verde, la realizzazione di una parete verde porta con sé alcuni vantaggi, andando a costituire una “seconda pelle” degli edifici:
- Miglioramento dell'isolamento termico degli edifici, evitando l'irraggiamento diretto dei raggi solari sulla parete, che non si scalda e non irradia il calore all'interno.
- Miglioramento dell'impatto estetico dell'edificio, anche nel confronto con gli edifici circostanti.
- Contribuisce a catturare le polveri sottili (PM10) in ambiente urbano.
- Miglioramento per l'economia

## Materiali e tecniche costruttive
I giardini verticali sono molto apprezzati non solo come soluzione estetica, ma anche per l'isolamento acustico, per la depurazione dagli inquinanti atmosferici e per la regolazione termica che permette anche un risparmio energetico.
Per meglio mettere a frutto questi suggerimenti è necessario partire da alcune considerazioni e valutazioni sugli edifici interessati da queste operazioni.
In particolare occorre considerare che le facciate degli edifici possono essere rivestite da vegetazione erbacea grazie al principio per il quale non tutte le piante necessitano della terra per vivere. Per molte specie, sono sufficienti acqua, ossigeno e anidride carbonica, grazie alla fotosintesi clorofilliana.
Il sistema costruttivo si basa su una struttura metallica di ingombro ridotto, agganciata all'edificio con zanche o autoportante a seconda delle tipologie, sulla quale viene steso un telo in PVC e un successivo rivestimento in cartonfeltro. Su questo tessuto tecnico vengono inseriti i semi o le essenze già sviluppate, con una densità di circa 30 piante al metro quadro.
Alcuni sistemi utilizzano pannelli modulari di piccole dimensioni già inerbiti e pronti alla posa su ossatura in alluminio.
Il sistema di irrigazione con una diffusione omogenea dell'acqua è totalmente automatizzato e nascosto alla vista.
La frequenza della manutenzione, da eseguirsi mediamente da 1 a 4 volte l'anno a seconda delle specie prescelte e del tipo di effetto desiderato (erba corta o lunga), può essere ridotta con sistemi di fertilizzazione automatizzati che arricchiscono l'acqua con elementi nutritivi, fungicidi e antiparassitari.

## Alcune realizzazioni
Uno dei massimi esperti del settore è il botanico Patrick Blanc.
Molte, infatti, sono le sue opere di pareti verticali realizzate in varie parti del mondo tra cui: Madrid, Parigi, Dubai, Tokyo, Sydney, Berlino, Kuala Lumpur, San Francisco.
A Parigi, in Francia, un quartiere cittadino fa sfoggio di un arredo panoramico urbano più fresco e verdeggiante grazie alla parete botanica realizzata su di un palazzo posto tra la Rue d'Aboukir e la Rue des Petits Carreaux. Per impiantare l'opera botanico-architettonica sono occorsi, a Patric Blanc, circa due mesi; mentre a copertura dei duecentocinquanta metri quadri della parete adornata sono state impiegate duecentotrenta specie di piante per un totale di settemilaseicento arbusti dislocati su tutta la parete.
Una delle pareti vegetali indoor più grandi al mondo si trova presso il Diesel Village a Breganze, Vicenza. Si tratta di un giardino verticale alto 25 m e largo 10 m, che si sviluppa su un totale di 250 mq di superficie verticale.

## Specie di piante
In base ai fattori ambientali si possono suddividere le specie erbacee più adatte in due macro categorie:
Specie microterme: particolarmente indicate per temperature comprese tra 15 e 25 °C, con minor tolleranza al caldo, siccità e salinità, con maggior crescita in autunno e primavera.
Appartengono a questo gruppo le specie:
- Festuca arundinacea
- Lolium perenne
- Poa pratensis
- Festuca rubra

Specie macroterme: indicate per climi più caldi e per questo poco adatte a quelli dove le temperature possono scendere al di sotto dei 0°. In questo caso perdono il colore verde e vanno in riposo vegetativo. La temperatura ottimale di crescita è compresa tra i 25 e i 35 °C.
Appartengono a questo gruppo le specie:
- Cynodon dactylon
- Paspalum vaginatum
- Stenotaphrum secundatum
- Zoysie

## Vantaggi
Le facciate rivestite con prati verticali offrono alcuni vantaggi:
- Regolazione termica. La traspirazione delle piante raffresca l'aria e l'intercapedine favorisce la circolazione d'aria;
- Depurazione dell'aria attraverso l'assorbimento dell'anidride carbonica e la produzione di ossigeno;
- Azione di filtraggio e depurazione degli inquinanti atmosferici;
- Abbattimento acustico e riduzione del riverbero. La massa vegetale assorbe le onde sonore e luminose;
- Ostacolo alla diffusione del fuoco;
- Valorizzazione degli edifici e benefici psicologici.